# Referèndum de Dinamarca del 2022
L'1 de juny de 2022 es va celebrar a Dinamarca un referèndum sobre la renúncia de la clàusula d'exempció de defensa, una de les clàusules d'exempció del país de la Unió Europea. El referèndum es va anunciar el 6 de març de 2022 després d'un ampli acord multipartidista en matèria de defensa aconseguit durant la invasió russa d'Ucraïna en 2022. Les Illes Fèroe o Groenlàndia, territoris que pertanyen a Dinamarca, no van participar en el referèndum.

## Antecedents
Després del rebuig del Tractat de Maastricht en el referèndum de 1992, es va assolir l'Acord d'Edimburg, que atorgava a Dinamarca quatre clàusules de no participació en la Unió Europea, una d'elles en matèria de defensa. El Tractat de Maastricht es va ratificar posteriorment en 1993. L'exempció en matèria de defensa significa que Dinamarca no participa en la Política Comuna de Seguretat i Defensa ni en les operacions militars de la UE. A més, l'exempció significa que Dinamarca no participa en els processos de decisió de la UE relacionats amb les operacions militars. En canvi, sí que participa en les operacions civils (que en representa la major part de la UE) o que tenen una part civil i una part militar.
Aquest és el tercer referèndum que se celebra en relació amb l'exempció del país. L'any 2000 l'electorat danès va rebutjar l'adopció de l'euro com a moneda nacional i en 2015 també es va rebutjar una proposta per a modificar la clàusula d'exempció de justícia.

## Campanya
L'acord de defensa va ser signat i presentat pels líders dels Socialdemòcrates, Venstre, l'Esquerra Verda, el Partit Socioliberal i el Partit Popular Conservador. Els partits van aprovar l'acord, que també incloïa un augment de la despesa en defensa i l'objectiu de lliurar al país de la dependència del gas rus. L'Aliança Liberal, els Demòcrates Cristians i els Verds Independents també van donar suport a l'opció del «Sí».
El Partit Popular Danès, la Nova Dreta i l'Aliança Roja-Verda s'han oposat a la renúncia de la clàusula d'exempció, recomanant a l'electorat que voti «No».

## Enquestes
| Dates          | Empresa enquestadora | Mostra | Sí  | No  | Altres/Abst. | Avantatge |
| -------------- | -------------------- | ------ | --- | --- | ------------ | --------- |
| 3-4 març 2022  | Megafon              | 1,092  | 49% | 27% | 23%          | 22%       |
| 7-8 març 2022  | Megafon              | 2,054  | 55% | 23% | 22%          | 32%       |
| 8-15 març 2022 | Epinion              | 1,020  | 38% | 23% | 39%          | 15%       |